# Карликовая галактика в Киле
Карликовая галактика в Киле — карликовая сфероидальная галактика (E206-G220, PGC 19441), обнаруженная в созвездии Киля в 1977 году. Через эту галактику проходит граница между созвездиями Киля и Кормы, поэтому часть галактики располагается в Корме. Карликовая галактика в Киле является спутником нашей Галактики и в данный момент удаляется от неё со скоростью 230 км/с.
PGC 19441 сформировалась несколько миллиардов лет назад, после того как сформировались другие спутники нашей Галактики. Это ясно из того, что наиболее старые звезды PGC 19441 имеют возраст порядка 7 миллиардов лет, то есть галактика примерно вдвое моложе Млечного пути.
PGC 19441 имеет сложную историю формирования. Вероятно, начальное звездообразование проходило в двух удалённых друг от друга областях. Возможно, это результат приливного влияния нашей Галактики.
По расчётам учёных из Калифорнийского университета в Риверсайде (США), один миллиард лет назад карликовая галактика в Киле была спутником Большого Магелланова Облака.